# Manfred Bleuler
Manfred Eugen Bleuler (ur. 4 stycznia 1903 w Zurychu, zm. 4 listopada 1994 w Zollikon) – szwajcarski lekarz psychiatra, syn i uczeń Eugena Bleulera.

## Życiorys
Studiował medycynę w Genewie, Zurychu i Kilonii. Od 1933 do 1936 ordynariusz w zakładzie psychiatrycznym St. Pirminsberg. Od 1937 w klinice psychiatrycznej w Bazylei, w 1941 roku habilitował się. Od 1942 do 1969 profesor zwyczajny psychiatrii i dyrektor Kliniki Psychiatrii Uniwersytetu w Zurychu. Członek korespondent Royal College of Psychiatrists od 1952 roku. W 1979 roku otrzymał tytuł doktora honoris causa Akademii Medycznej w Łodzi.
Manfred Bleuler jako pierwszy opisał obraz kliniczny schizofrenii o późnym początku. Wprowadził do psychiatrii pojęcie zespołu psychoendokrynnego.

## Wybrane prace
- Krankheitsverlauf, Persönlichkeit und Verwandtschaft Schizophrener in ihrer gegenseitigen Beziehung. G. Thieme, 1941
- Endokrinologische Psychiatrie. G. Thieme, 1954
- Die Entstehung der Schizophrenie. Hans Huber, 1971
- Die schizophrenen Geistesstörungen. 1972
- The schizophrenic disorders: long-term patient and family studies. Yale University Press, 1978 ISBN 0-300-01663-8
- Beiträge zur Schizophrenielehre der Zürcher Psychiatrischen Universitätsklinik Burghölzli (1902-1971). Wissenschaftliche Buchgesellschaft, 1979 ISBN 3-534-06761-4